# Liste des cités et colonies phéniciennes et puniques
Cette liste des cités alliés phéniciennes et puniques a comme objet de récapituler les lieux principaux d'installation phéniciens ou identifiés comme tels par les sources historiques ou archéologiques.
Elle comprend à la fois les installations phéniciennes du bassin oriental de la mer Méditerranée et les installations puniques du bassin occidental.
À partir du Xe siècle av. J.-C., on assiste à une expansion de leur culture qui essaime sur une grande partie du pourtour du bassin méditerranéen. Dans le sillon de leur activité commerciale, on assiste à une diffusion de leurs divinités tels Baal et Astarté de Chypre vers la Sardaigne, Malte, la Sicile, l'Espagne, le Portugal, Maroc, Algérie et surtout à Carthage dans l'actuelle Tunisie.

## Berceau phénicien

Principales cités de Phénicie.

Du nord au sud :

### Syrie
- Ougarit
- Tartous
- Arwad (aujourd'hui Arouad en Syrie)
- Safita
- Sumur (ou Simyra, Ṣimirra, Ṣumra, Sumura, Ṣimura, Zemar, Zimyra)

### Liban
- Tell Arqa
- Batroun
- Byblos, actuelle Jbeil
- Tripoli
- Béryte (grec ancien Βηρυτός ; latin Berytus ; arabe بيروت ; anglais Beirut) (aujourd'hui Beyrouth au Liban)
- Sidon (en phénicien Sydwn ou Saidoon) (aujourd'hui Saïda au Liban), cité majeure de la Phénicie.
- Tyr

### Israël
- Achziv
- Acre
- Tel Dor
- Tel Michal (en)
- Jaffa
- Apollonie
- Tel Shiqmonah
- Césarée

## Cités et colonies phéniciennes et puniques

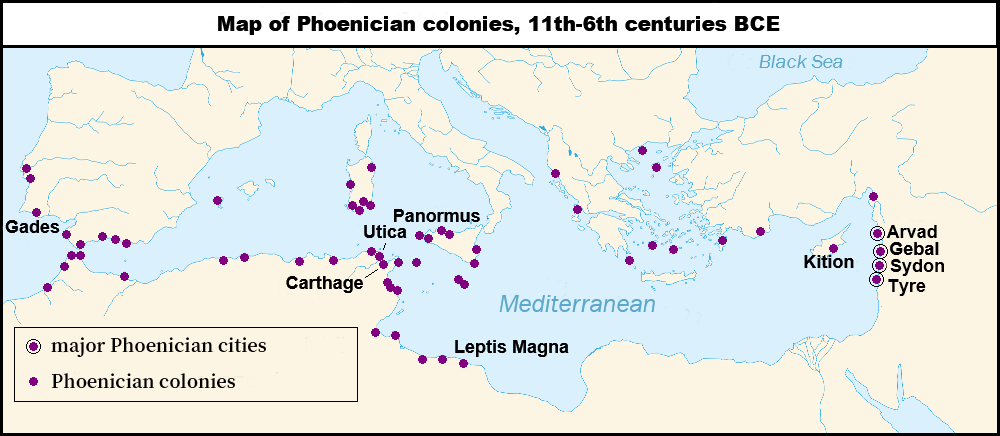
Principales implantations phéniciennes et puniques.

### Levant

#### Chypre
- Kition (en grec ancien, en latin Citium, moderne Larnaca)

#### Turquie
- Phoinix, Phoenicus (moderne Finike)
- Myriandros, Myriand(r)us, près d'Alexandrette (actuelle İskenderun)

#### Égypte
- Taphnis

### Maghreb

#### Libye
- Leptis Magna
- Oea (moderne Tripoli)
- Sabratha

#### Tunisie
- Hadrumète (moderne Sousse)
- Hippo Diarrhytus (moderne Bizerte)
- Qart Hadašt (en grec ancien : Καρχηδόνα ; en latin : Carthago ; en français : Carthage)
- actuelle Kerkouane dont le nom antique est inconnu
- Lamta (Leptis Parva)
- Ruspina
- Thapsus (près de l'actuelle Bekalta)
- Utique
- Véga, actuelle Béja
- Zama Regia
- Leptis Minor (Située près de Lamta)
- Thuburbo Majus (Aujourd'hui Dougga)
- Gigthis (près de Zarzis)
- Mactaris (près de la ville de Makthar)
- Neapolis (Située à Nabeul)
- Aspis (Kélebia aujourd'hui)
- Kuribis (Korba actuellement)
- Thyna (près de la ville de Sousse)
- Thabraca (Tabarka actuellement)
- Sicca Veneria (Le Kef actuellement)
- Thugga (Dougga actuellement)

#### Algérie
- Hippo Regius (moderne Annaba)
- Ikossim/Ikshim (ancienne Icosium, moderne Alger)
- Iol (moderne Cherchell)
- Cirta (Constantine)
- Rus Icada (Rusicade, Skikda)
- Rusazus (Azeffoun)
- Rus Ucurru (Dellys)
- Rus Aghun/Rusguniae (Bordj El Bahri)
- Kart ili/Cartili (Damous)
- Cartennae (Ténès)
- Iomnium (Tigzirt)
- Rusguniae (Tamentfoust à Alger)
- Igilgili ou Gulgulet(Jijel)
- Gunugus, à Gouraya
- Saldae (Actuelle Béjaïa)
- Rus-Goune (Actuelle Rashgoune)

#### Maroc
- Acra, près d'Al Hoceïma (?)
- Anfa, (moderne Casablanca )
- Azemmour
- Caricus Murus
- Chellah sur le Bouregreg, Shalla, Sla, Sala Colonia, actuelle Rabat
- Arambys (Essaouira, Mogador)
- Gytta
- Lissa, Exilissa, actuelle Ksar Sghir
- Lixus (moderne Larache)
- Oualidia (?)
- Rusadir, Rusicada, actuelle Melilla
- Rusbisis (moderne Mazagan, El Jadida)
- Sabtah, actuelle Ceuta
- Thamusida
- Thymiathérion, actuelle Mehdia
- Tingi (en), Tingis, (moderne Tanger)
- Zilis, Iulia Constantia Zilil, (moderne Assilah)

#### Mauritanie
- Cerne

### Îles de la Méditerranée occidentale

#### Corse
- Aléria

#### Lampedusa
- Lampedusa

#### Malte
- Bormla (Cospicua, Burmula)
- L-Imdina
- Ir-Rabat

#### Sardaigne
- Karalis (moderne Cagliari)
- Monte Sirai
- Nora
- Olbia
- Othoca, actuelle Santa Giusta (Sardaigne)
- Sulky (Maurreddìa)
- Tharros
- Sant'Antioco

#### Sicile
- Ziz, puis Lilybée (moderne Marsala)
- Motyé
- Panormos (moderne Palerme)
- Pantelleria
- Sélinonte
- Solus (moderne Solonte)

### Péninsule Ibérique

#### Espagne
- Abdera (moderne Adra)
- Abyla (moderne Ceuta)
- Akra Leuké (moderne Alicante)
- Gadir et San Roque, (moderne Cadix)
- Ibossim (moderne Ibiza)
- Lepriptza (actuelle Lebrija)
- Malaca (moderne Malaga)
- Onoba (moderne Huelva)
- Qart Hadasht (Grec ancien : Νέα Καρχηδόνα), ville fondée en 227 av. J.-C. par le Carthaginois Hasdrubal le Beau, prise en 209 av. J.-C. par les Romains et rebaptisée Carthago Nova. C'est aujourd'hui Carthagène.
- Rusadir (moderne Melilla)
- Sexi (moderne Almuñécar)
- Tarkon (actuelle Tarragone)

#### Portugal
- Balsa
- Olissipona (moderne Lisbonne)
- Ossonoba (moderne Faro)
- Portimão
- Setúbal
- Tavira

### Autres colonies
- Thenae
- Sundar
- Surya
- Shobina
- Tara